# Milizia territoriale (film)
Milizia territoriale è un film del 1935 diretto da Mario Bonnard.